# Mikhail Safronov
Mikhail Safronov est un acteur russe né le 21 janvier 1975 à Moscou.

## Filmographie

### Cinéma
- 2018 : Ne zabud menya razbudit : le professeur
- 2018 : Neproshchennyy : Aleksandr Gross
- 2019 : Stuk kapel po steklu : un homme
- 2019 : Tvar : le directeur de l'hôpital
- 2019 : Anna : le père d'Anna
- 2020 : A. D. D. A. : Boris Zaytsev
- 2021 : The Supreme Measure : Nikolay
- 2021 : Buran : Donald
- 2022 : Kompromat : Ivanovich
- 2023 : Mission impossible : Dead Reckoning : un sous-marinien russe
- 2023 : Kogda smert prishla v Bagdad : le premier pilote

### Télévision
- 2007 : Serdtsu ne prikazhesh : Vlad (88 épisodes)
- 2008 : Montekristo : Roma Kuvaev (112 épisodes)
- 2009 : Ya vernus : Stefan Micheau (12 épisodes)
- 2010 : Cherkizona. Odnorazovye lyudi : Lubomir (60 épisodes)
- 2011 : Oplacheno lyubovyu : Gennady Shatalin (8 épisodes)
- 2011 : Margosha : Egor Rybakov (11 épisodes)
- 2011-2012 : Zakrytaya shkola : Pavel Lobanov (134 épisodes)
- 2012-2013 : Kukhnya : Igor (4 épisodes)
- 2014 : Sled Pirani : Khozyain (4 épisodes)
- 2014 : Verni moyu lyubov : Grigory (24 épisodes)
- 2018 : Ransom : Viktor Volynets (2 épisodes)
- 2021 : Strings : Vladimir Stepanovich Ogafonov (3 épisodes)
- 2022 : Jack Ryan : Président Surikov (6 épisodes)